# Filipp Goloshchyokin
Filipp Isayevich Goloshchyokin ou Goloshchekin (em russo: Филипп Исаевич Голощёкин; Nével, 9 de março; 26 de fevereiro no calendário juliano de 1876 — Samara, 28 de outubro de 1941) foi um revolucionário bolchevique, político soviético e funcionário do Partido Comunista Russo.
Membro do Partido Operário Social-Democrata Russo desde 1903 e membro fundador do Partido Comunista Russo (Bolcheviques), participou da Revolução de 1905 e da Revolução de Outubro. Durante a Guerra Civil Russa, ele foi uma figura importante no estabelecimento do poder soviético nos Urais e na Sibéria, atuando como Comissário do Povo para Assuntos Militares da Região dos Urais e membro do Comitê Executivo Central do Conselho Regional de Deputados Operários, Camponeses e Soldados dos Urais, bem como membro do Comitê Executivo Central de Perm. Ele foi um dos principais perpetradores do assassinato da família Romanov.
Após o estabelecimento da União Soviética em 1922, na qualidade de figura sênior do Partido Comunista, foi eleito Membro Titular e Candidato do Comitê Central do Partido Comunista da União Soviética de 1924 a 1934, Primeiro Secretário do Comitê Regional do Cazaquistão do Partido Comunista de União de 1925 a 1933, e Árbitro Chefe do Estado do Conselho dos Comissários do Povo da URSS de 1933 a 1939. Ele desempenhou um papel mortal na sovietização do Cazaquistão, levando à fome cazaque de 1930-1933, na qual 1,5 milhão de pessoas morreram, das quais 1,3 milhão eram de etnia cazaque. Estima-se que 25 a 42% de todos os cazaques morreram ou emigraram, a maior percentagem de qualquer grupo étnico morto pela fome soviética de 1932-1933. Outras fontes afirmam que entre 1,0 e 2,3 milhões morreram.

## Início de vida
Nascido em 9 de março (26 de fevereiro no calendário juliano) de 1876 em Nével, no seio de uma família de empreiteiros judeus, seu nome de nascimento é desconhecido; em várias fontes é chamado de Isai (em iídiche: Shaya ou Shai) ou até Isak, Isayevich, Isaakovich, Itskovich são indicados como seus verdadeiros nomes. Depois de se formar na faculdade de odontologia em Riga, Goloshchyokin trabalhou por um tempo como protético.
Após o sucesso da Revolução de Outubro e a eclosão da Guerra Civil Russa, foi eleito para o Presidium do Soviete Regional dos Urais, com sede em Ecaterimburgo, e foi eleito Comissário Militar dos Urais, onde formou e chefiou a Guarda Vermelha em a região e supervisionou as atividades do Distrito da Reserva do Exército Vermelho em Ecaterimburgo. Na primavera de 1918 ele propôs executar o príncipe Georgy Lvov que serviu como Presidente do Governo Provisório após a Revolução de Fevereiro e era prisioneiro em Ecaterimburgo, mas foi ordenado a não fazê-lo pelo Comissário do Povo para a Justiça em consenso com os bolcheviques.

## Execução da família Romanov
Enquanto estava em Moscou, na primavera de 1918, Goloshchyokin decidiu primeiro sugerir a Yakov Sverdlov que o ex-imperador Nicolau II deveria ser transferido para Ecaterimburgo, onde havia menos chances de ser resgatado pelo Exército Branco antibolchevique. Sverdlov e Lenin estavam relutantes em concordar porque planejavam levar o ex-imperador a julgamento em um grande espetáculo público, com Leon Trotsky atuando como promotor-chefe, e suspeitavam que os militantes bolcheviques de Ecaterimburgo o linchariam, mas acabaram concordando que o prisioneiro e sua família deveriam passar por Ecaterimburgo a caminho de Moscou.

Goloshchyokin

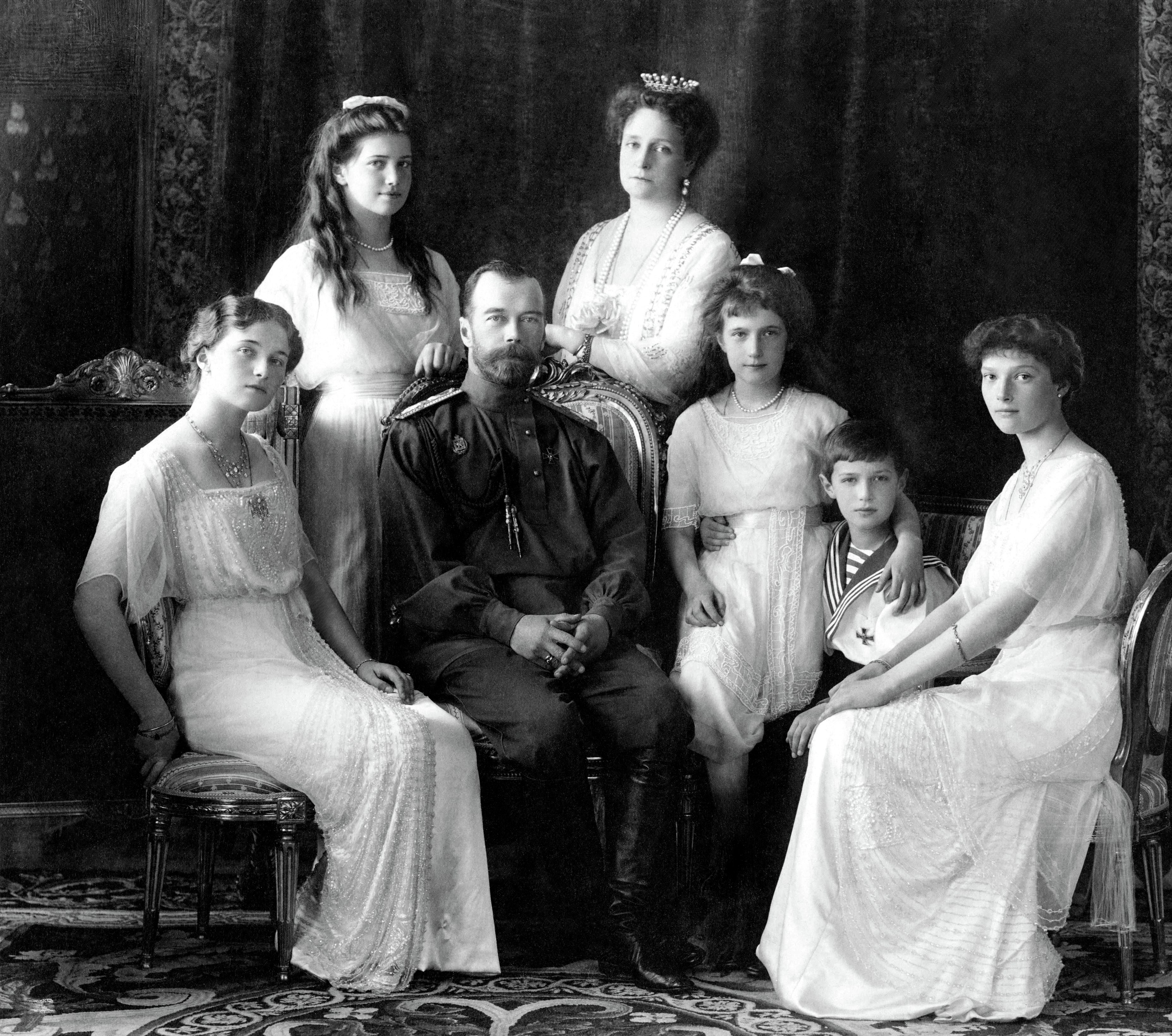
Os Romanov. Da esquerda para direita: Olga, Maria, Nicolau II, Alexandra, Anastásia, Alexei, e Tatiana. Retratados no Palácio de Livadia em 1913

Ao chegar em Ecaterimburgo, a família e seus servidores foram presos na Casa Ipatiev por sugestão de Pyotr Voykov, um membro do Soviete dos Urais, com Yakov Yurovsky, um membro graduado da Tcheka de Ecaterimburgo, sendo nomeado comandante da Casa Ipatiev por a decisão do Soviete. Embora Yurovsky detivesse o comando direto no local, o comando geral foi finalmente detido por Goloshchyokin como Comissário Militar da Região dos Urais. Nesta qualidade, supervisionou frequentemente a demissão de guardas considerados demasiado simpáticos à família e a sua substituição por bolcheviques mais endurecidos e implacáveis. Quando um dos guardas, Ivan Skorokhodov, que estava apaixonado pela grã-duquesa Maria Nikolaevna, contrabandeou um bolo de aniversário para a grã-duquesa no seu aniversário de 19 anos e foi pego confraternizando com a mesma, Goloshchyokin mandou prendê-lo e reforçou a segurança.
Numa sessão especial em 29 de junho, o Soviete dos Urais reuniu-se na sede da Tcheka, no Hotel Amerikanskaya, e concordou que toda a família Romanov deveria ser executada. Goloshchyokin chegou a Moscou em 3 de julho com uma mensagem insistindo na morte do czar. Apenas sete dos 23 membros do Comité Executivo Central estavam presentes na altura, três dos quais eram Lenin, Sverdlov e Felix Dzerzhinsky, onde foi aparentemente acordado que o czar deveria ser morto sem demora, com os detalhes e preparativos a serem deixados para a critério do Soviete dos Urais.
Yurovsky detalhou suas interações com Goloshchyokin detalhadamente em suas memórias, afirmando: "Em meados de julho, Filipp me disse que tínhamos que fazer preparativos para a liquidação caso a frente [branca] se aproximasse". Em julho, Yurovsky foi informado pelo Soviete dos Urais que os contingentes do Exército Vermelho estavam recuando em todas as direções e que as execuções não podiam mais ser adiadas. Um telegrama codificado solicitando aprovação final foi enviado por Goloshchyokin e Georgy Safarov por volta das 18h00 para Lenin. e Sverdlov em Moscou, mas as linhas estavam cortadas e eles não conseguiram uma conexão direta, deixando-os sem escolha a não ser enviar o telegrama na linha direta para Petrogrado, em vez de endereçado a Grigory Zinoviev, o chefe do Soviete de Petrogrado, baseado no Instituto Smolny, com um pedido para enviar uma cópia a Sverdlov em Moscou, Zinoviev encaminhou devidamente o telégrafo para Moscou, observando que o fez às 17h50, horário de Petrogrado. Não há nenhum registro documentado de uma resposta final de Moscou, embora Yurovsky insistisse em uma ordem vinda do do Comitê Executivo Central, assinada por Sverdlov, havia sido transmitida a ele por Goloshchyokin por volta das 19h.
Enquanto Beloborodov e Safarov permaneceram na sede local da Tcheka no Hotel Amerikanskaya, Goloshchyokin chegou pessoalmente à Casa Ipatiev junto com Peter Ermakov e Stepan Vaganov como representante do Soviete dos Urais para dirigir as execuções, mas não pareceu participar fisicamente das execuções e, em vez disso, permaneceu do lado de fora com os outros guardas enquanto Yurovsky liderava pessoalmente o esquadrão da morte.

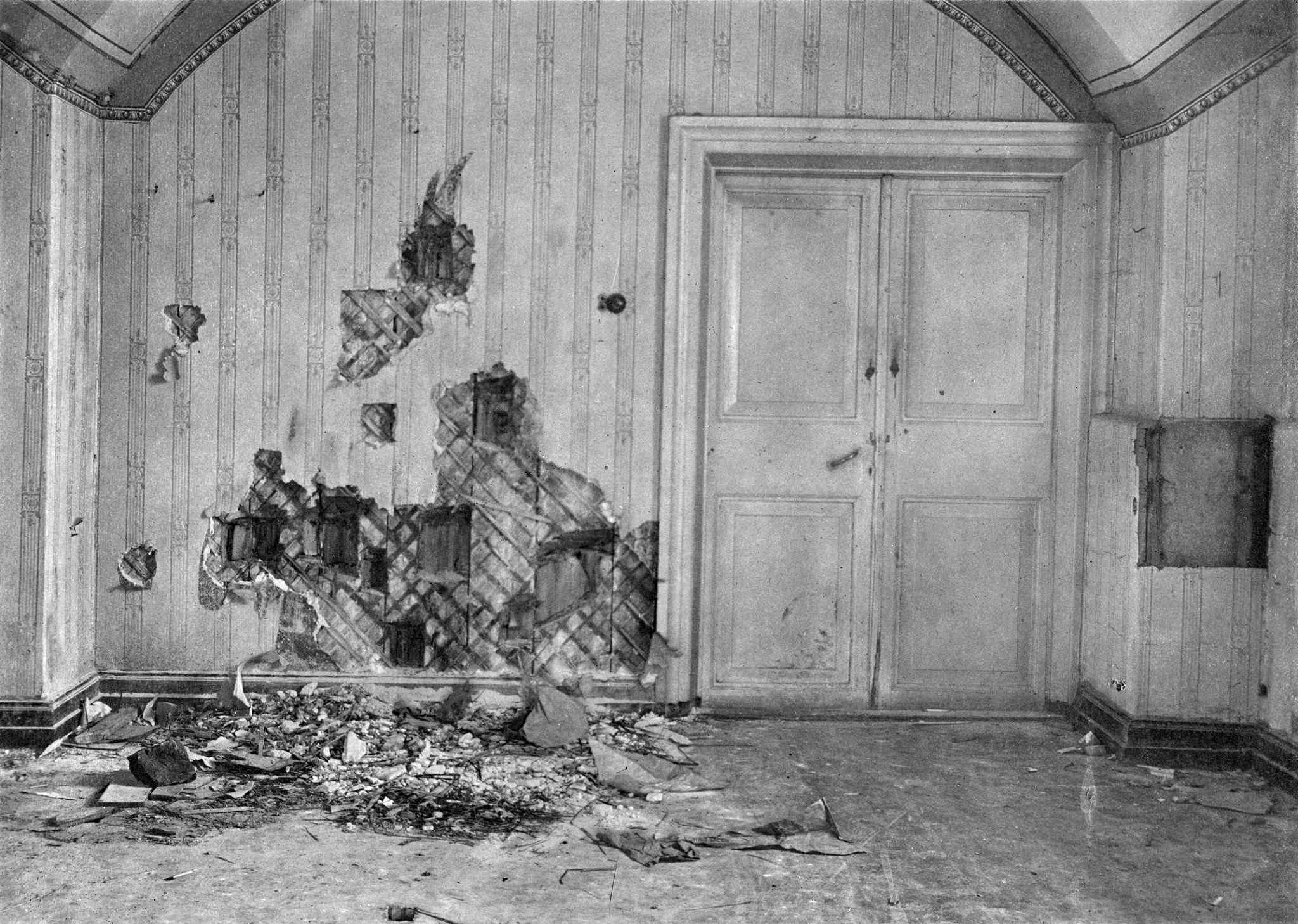
A cave da casa Ipatyev, onde os Romanov foram executados. Nota-se as paredes destruídas pelas balas dos executores

Aparentemente, Goloshchyokin andou nervosamente de um lado para o outro ao longo da paliçada perimetral erguida ao redor da Casa Ipatiev, na tentativa de determinar se alguém conseguia ouvir o que estava acontecendo do lado de fora, enquanto um dos guardas acelerava os motores do caminhão fiduciário que esperava do lado de fora para mascarar os sons dos tiros e dos latidos dos cães. Quando ficou claro que o tiroteio poderia ser discernido mesmo fora das paredes da paliçada, um dos guardas, Alexei Kabanov, disse aos assassinos para cessarem o fogo e usarem as baionetas e coronhas das armas.  Enquanto os cadáveres eram retirados de casa e carregados no caminhão, Goloshchyokin abaixou-se para examinar o cadáver do czar, murmurando: "Então este é o fim da Dinastia Romanov, não é?", ao que Mikhail Kudrin respondeu: "Não, ainda não; ainda há muito trabalho a ser feito". De acordo com Kudrin, quando o corpo do bulldog francês Ortino, "o último remanescente patético da família imperial", foi trazido para fora na ponta da baioneta de um Guarda Vermelho e descartado sem cerimônias, Goloshchyokin zombou: "Cães merecem morrer como cães" enquanto olhava para o czar morto. Goloschyokin subiu no caminhão e partiu junto com Yurovsky, Kudrin, Ermakov e Vaganov, enquanto Grigory Nikulin, ficou encarregado da Casa Ipatiev.
Em um escritório telegráfico em Ecaterimburgo, em 18 de julho, Goloshchyokin flagrou Thomas Preston, um diplomata do Consulado Britânico, tentando enviar um telegrama a Sir Arthur Balfour em Londres com a mensagem: "O czar Nicolau II foi baleado ontem à noite". Ele agarrou-o e riscou as palavras do texto de Preston com um lápis vermelho, reescrevendo no papel: "O carrasco czar Nicolau foi baleado ontem à noite - um destino que ele merecia."
Em 19 de julho, Goloshchyokin anunciou na Ópera de Ecaterimburgo que "Nicolau, o Sangrento" havia sido baleado e sua família levada para um local seguro. Posteriormente, ele supervisionou a eliminação dos restos mortais junto com Yurovsky, enquanto Beloborodov e Nikulin supervisionaram o saque dos aposentos dos Romanov, com os itens mais valiosos empilhados no escritório de Yurovsky e posteriormente transportados para Moscou em baús lacrados sob forte guarda de comissários sob instruções de Goloshchyokin, enquanto itens considerados de pouca importância eram enfiados nos fogões e queimados. Goloshchyokin foi evacuado com segurança de Ecaterimburgo junto com a maioria dos outros membros do Soviete dos Urais antes da chegada do Exército Branco, que capturou Ecaterimburgo em 25 de julho.

## Fome cazaque
De outubro de 1922 a 1925, Goloshchyokin serviu como presidente do Conselho Provincial de Trabalhadores, Camponeses e Deputados do Exército Vermelho de Samara, presidente do Comitê Executivo do Gubernaya de Samara e membro do Comitê Provincial do PCR. Em 23 de outubro de 1922, ele aboliu a lei marcial na província de Samara. Ele foi eleito membro candidato do Comitê Central do Partido Comunista da União Soviética em 1924 e membro titular em 1927. Em 19 de fevereiro de 1925, foi nomeado Primeiro Secretário do Partido Comunista no recém-criada República Socialista Soviética Autônoma Cazaque.
De 1925 a 1933, ele dirigiu a RSSA do Cazaquistão como um ditador local, praticamente sem interferência externa. Ele desempenhou um papel proeminente na construção da Via ferroviária Turquestão–Sibéria, que foi construída para abrir a riqueza mineral do Cazaquistão. Depois que Joseph Stalin ordenou a coletivização forçada da agricultura em toda a União Soviética, Goloshchyokin ordenou que a população em grande parte nômade do Cazaquistão fosse forçada a se estabelecer em fazendas coletivas. Isto causou uma fome mortal no Cazaquistão que matou entre 1 e 2 milhões de pessoas.
Alguns historiadores e estudiosos afirmam que esta fome equivalia ao genocídio dos Cazaques, no entanto, outros não aceitam essa versão. No Cazaquistão, alguns estudos repetiram a explicação soviética do genocídio, rotulando-o como o genocídio de Goloshchyokin. 38% de todos os cazaques morreram, o maior número de qualquer grupo étnico morto per capita nas fomes soviéticas do início da década de 1930. Foram tomadas medidas violentas para permitir a transferência de nómadas para estilos de vida sedentários, o que levou a vítimas massivas, principalmente entre a população indígena do Cazaquistão. Um grande número de nómadas cazaques fugiu através da fronteira para Xinjiang, na República da China, durante este período.
Embora seja frequentemente fornecido um número geral de cerca de 1 a 2 milhões de mortes, alguns historiadores cazaques, como o professor K.M. Abzhanov, Diretor do Instituto de História e Etnologia, dá estimativas significativamente mais altas do número de vítimas da fome e da violência: "A fome matou pelo menos 3 milhões de cazaques. Um sexto da população indígena deixou para sempre a sua pátria histórica. De 3,5 milhões de cazaques em 1897, representando 82% da população da região, em 1939 havia apenas 2,3 milhões, a sua participação na população da república caiu para 38%". Dois censos soviéticos mostram que o número de cazaques na RSSA do Cazaquistão caiu de 3.637.612 em 1926 para 2.181.520 em 1937. As ações do governo soviético fizeram dos cazaques uma minoria na RSSA do Cazaquistão, e só na década de 1990 os cazaques se tornaram o maior grupo no Cazaquistão novamente.
Um historiador da revolução, V.L. Burtsev, que conheceu Goloshchyokin, caracterizou-o como:
| «Um típico leninista. Este é um homem que não para o sangue. Esse traço é especialmente perceptível em sua natureza: carrasco, cruel, com alguns elementos de degeneração. Na vida partidária ele era arrogante, era um demagogo, um cínico. Ele não considerava os cazaques como pessoas. Goloshchekin não teve tempo de aparecer no Cazaquistão, pois afirmou que não existe poder soviético e que é "necessário" orquestrar um "Pequeno Outubro".» |

As declarações de que, em sete anos, Goloshchyokin nunca saiu da capital e não se interessou pela forma como as pessoas viviam, não correspondia à realidade. Em abril de 1931, por exemplo, Goloshchyokin percorreu dez raions da república. No entanto, o tratamento da coletivização e da "deskulakização" sob sua liderança no Cazaquistão é lembrado por um sentimento de ódio e horror por parte do povo cazaque.

## Queda
Em agosto de 1932, o segundo comunista mais graduado do Cazaquistão, o presidente do Conselho dos Comissários do Povo, Uraz Isayev, escreveu a Stalin acusando Goloshchyokin de acreditar no seu próprio mito de que todos os cazaques haviam decidido ingressar nas fazendas coletivas e de se responsabilizar por seus próprios erros nos kulaks. Em Outubro, um proeminente escritor cazaque, Gabit Musirepov, relatou ter encontrado cadáveres empilhados como lenha à beira da estrada no distrito de Turgai, no Cazaquistão. O chefe do partido da Sibéria Ocidental, Robert Eikhe, também se queixou da inundação de cazaques esfomeados na Sibéria, enquanto Stalin e Vyacheslav Molotov questionavam o número de refugiados cazaques que atravessavam a fronteira para a China.
Goloshchyokin se defendeu afirmando que os cazaques pobres e de renda média "se voltaram voluntariamente, em ondas poderosas, para o socialismo". A princípio parecia que ele contava com o apoio de Stalin. Em 11 de novembro de 1932, ele e Isaev ordenaram a prisão e deportação em massa de camponeses acusados de impedir a coleta de grãos. Em janeiro de 1933, num plenário do Comitê Central, ele vangloriou-se dos "enormes sucessos" do Plano Quinquenal no Cazaquistão - mas alguns dias depois, foi subitamente demitido e sujeito a críticas públicas generalizadas por sua maneira de lidar com a coletivização. Ao culpar Goloshchyokin pessoalmente pela fome, em vez de questões estruturais maiores com a coletivização, Stalin não conseguiu evitar problemas semelhantes durante a coletivização na República Socialista Soviética da Ucrânia que levaria ao Holodomor.
Após seu retorno a Moscou, apesar de ter sido nomeado para um cargo sênior como Presidente do Conselho Estadual de Arbitragem, Goloshchyokin refletiu sobre sua demissão e ameaçou suicidar-se até que sua exasperada esposa, Elizaveta Arsenievna Goloshchyokina, lhe entregou uma pistola e o desafiou a atirar em si mesmo. Após esse episódio, ele, supostamente, nunca atentou contra a própria vida. Ao longo de seu mandato como Árbitro Chefe do Estado do Conselho dos Comissários do Povo, ele foi um participante ativo na repressão stalinista e foi um contato frequente e colaborador de Nikolai Yezhov, chefe do NKVD de 1936 a 1938, durante o período mais ativo do Grande Expurgo.

## Prisão e execução
Ao contrário da maioria dos velhos bolcheviques proeminentes, ele sobreviveu ileso ao Grande Expurgo enquanto Yezhov era o chefe do NKVD; mas quando Yezhov foi preso em 1939, ele fez uma confissão detalhada aos seus interrogadores, incluindo a informação de que ele havia morado no apartamento de Goloshchyokin em Kzyl-Orda, então capital da RSSA do Cazaquistão, na segunda metade de 1925, e que durante naqueles meses, eles eram amantes homossexuais. A homossexualidade não era crime na URSS em 1925, embora tenha sido criminalizada posteriormente em 1934, mas Goloshchyokin, que era quase 20 anos mais velho que Yezhov, foi preso mesmo assim em 15 de outubro de 1939.
Ele foi acusado de simpatia pelo trotskismo, preparação de um ato terrorista, excessos na questão da coletivização e espionagem para a Alemanha Nazi. Ele passou 12 meses sob intenso interrogatório na prisão de Sukhanovo, após o qual foi devolvido à prisão de Butyrka em agosto de 1941, na época da invasão da União Soviética pelo Eixo durante a Segunda Guerra Mundial, e foi então transferido pela última vez para Kuybyshev em 17 de outubro, quando a sede do NKVD foi evacuada em conexão com a aproximação da Wehrmacht em direção a Moscou. Ele foi um dos 20 prisioneiros 'especialmente perigosos', que incluíam 14 oficiais militares de alta patente, que foram executados por um pelotão de fuzilamento em 28 de outubro de 1941 por ordem direta de Lavrentiy Beria, perto da aldeia de Barbysh, e condenados a uma sepultura anônima.
Ele foi reabilitado postumamente em 1961, 20 anos após sua morte. De 1976 a 1990, uma das ruas de Ecaterimburgo, então conhecida como Sverdlovsk, recebeu o nome de Goloshchyokin.